# Gold vor Schwarz

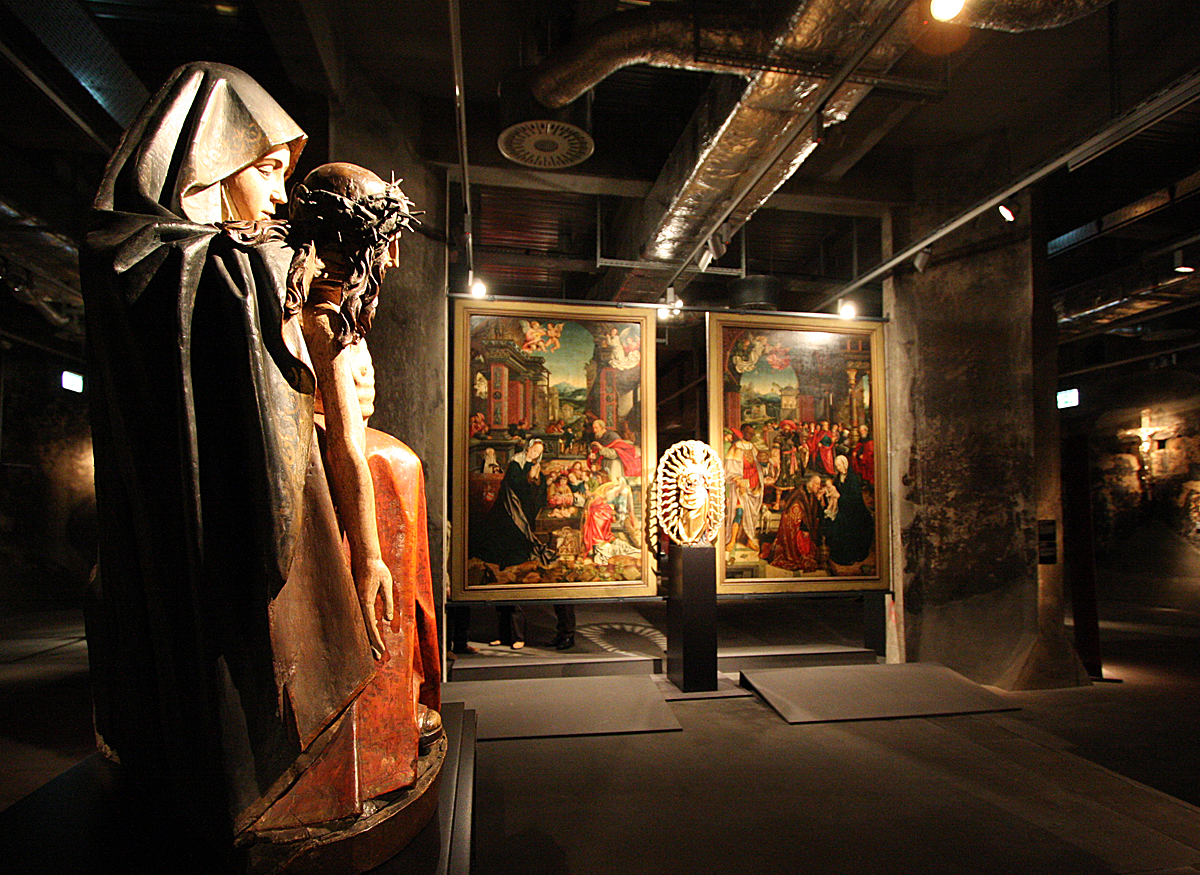
Blick in die Ausstellung: Links eine Pietà, in der Mitte zwei Altartafeln des Bartholomäus Bruyn, zwischen diesen eine gotische Strahlenkranzmadonna

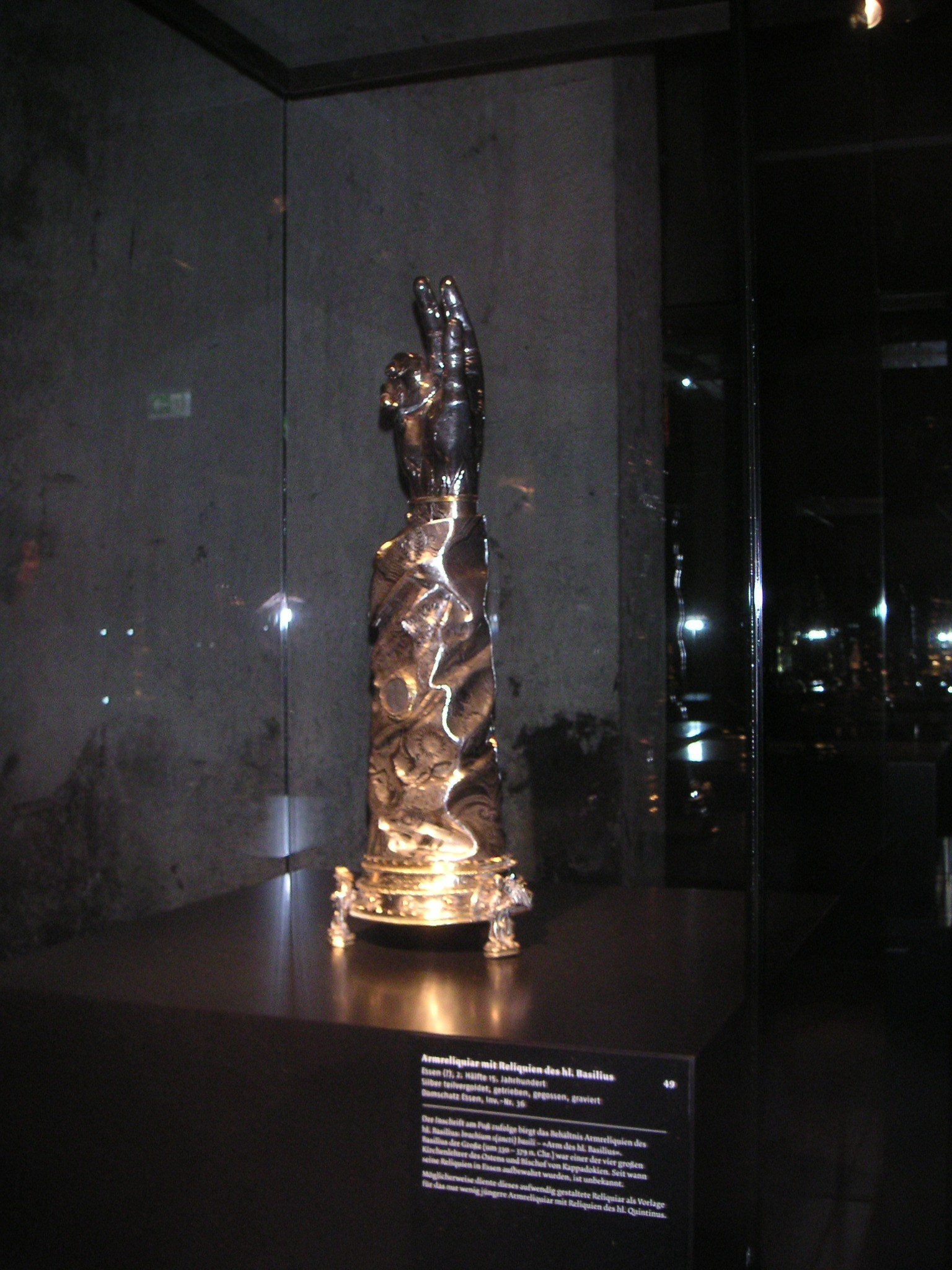
Basilius-Armreliquiar der Essener Domschatzkammer (Inv. Nr. 36) in der Ausstellung Gold vor Schwarz

Gold vor Schwarz war die erste Wechselausstellung, die das Essener Ruhr Museum in der ehemaligen Kohlenwäsche des Weltkulturerbes Zeche Zollverein präsentierte. Die Ausstellung vom 20. Oktober 2008 bis zum 8. Februar 2009 zeigte erstmals den kompletten Essener Domschatz außerhalb der Essener Domschatzkammer, ergänzt durch Leihgaben zur Stiftsgeschichte. Die Ausstellung auf Zeche Zollverein wurde dadurch möglich, dass die Essener Domschatzkammer erweitert wurde und die mit den Baumaßnahmen verbundene Belastung durch Erschütterungen und Schmutz die Auslagerung der Schatzstücke notwendig machte.

## Die Ausstellung
Die Ausstellung umfasste den gesamten Inhalt der Essener Domschatzkammer, einschließlich einiger Schatzstücke, die bisher im Depot gelagert waren, wie den historistischen Altfrid-Schrein oder Statuen der barocken Ausstattung des Essener Münsters. Zahlreiche Stücke, wie die Altartafeln des Barthel Bruyn, waren eigens für die Ausstellung restauriert worden. Unter den ergänzenden Leihgaben ragten das so genannte Testament der Äbtissin Theophanu, die um 1090 als Zweckfälschung entstandene Gründungsurkunde des Stiftes sowie die Urkunde über die Wahl der Äbtissin Beatrix von Holte heraus. Von den bedeutenden Stücken, die dem Domschatz zugeordnet werden, verblieben nur die Goldene Madonna und der Siebenarmige Leuchter wegen ihrer fortdauernden liturgischen Nutzung an ihren Plätzen im Essener Münster.
Geplant war zunächst eine Dauer der Ausstellung bis zum 8. Januar 2009, aufgrund des Besucherandrangs und Verzögerungen beim Bau der Erweiterung der Domschatzkammer wurde die Ausstellung bis zum 8. Februar verlängert. Zwischen dem 11. Januar und dem 13. Januar musste die Ausstellung allerdings aufgrund eines Wasserrohrbruchs geschlossen werden, bei dem zwar keine Exponate beschädigt wurden, der aber zu einem konservatorisch ungünstigen Raumklima geführt hatte. Insgesamt 40.000 Besucher machten die Ausstellung zu einem erfolgreichen Beginn für das Ruhrmuseum.
Die Ausstellung wurde durch eine Vortragsreihe begleitet und durch ein museumspädagogisches Programm ergänzt. Der Katalog zur Ausstellung ist die umfassendste Einzelpublikation über den Gesamtschatz seit dem 1904 erschienenen Werk von Georg Humann.